# Stephen Muchoki
Stephen Muchoki est un boxeur kényan né le 23 décembre 1956.

## Carrière
Sa carrière amateur est principalement marquée par un titre de champion du monde remporté à Belgrade en 1978 dans la catégorie mi-mouches et par une médaille d'argent 4 ans auparavant à La Havane.

### Jeux olympiques
- Éliminé au premier tour des Jeux de 1976 à Montréal.

### Championnats du monde de boxe amateur
- Médaille d'or en -48 kg en 1978 à Belgrade, Yougoslavie
- Médaille d'argent en -48 kg en 1974 à La Havane, Cuba

### Championnats d'Afrique de boxe amateur
- Médaille d'or en -48 kg en 1974 à Kampala, Ouganda

### Jeux africains
- Médaille d'argent en -48 kg en 1978 à Alger, Algérie[2].

### Jeux du Commonwealth
- Médaille d'or en -48 kg en 1974 à Christchurch, Nouvelle-Zélande
- Médaille d'or en -48 kg en 1978 à Edmonton, Canada